# Коробов Сергій Миколайович
Сергій Миколайович Коробов нар. 20 травня 1972, Запоріжжя) — український футболіст, що грав на позиції нападника та півзахисника. Відомий за виступами у складі сімферопольської «Таврії» та «Кремінь» у вищій українській лізі.

## Кар'єра футболіста
Сергій Миколайович дебютував у професійному футболі у вересні 1992 року виступами за команду «Торпедо» з Мелітополя, яка виступала в перехідній лізі, зіграв за мелітопольську команду 6 матчів. У 1993 році футболіст знаходився у складі запорізького «Торпедо», проте на поле не виходив. У першій половині сезону 1993—1994 років Сергій Коробов грав у складі команди вищої ліги «Таврія» з Сімферополя, зіграв у складі кримчан 2 матчі. У 1994 році грав у складі іншої команди вищої ліги — «Кремінь» з Кременчука. у складі якої провів 3 матчі, після чого у складі професійних футбольних команд не грав.